# St. Marien (Hechthausen)
Die Ev.-luth. Kirche St. Marien auf einer Anhöhe in der Mitte des Ortes in der niedersächsischen Gemeinde Hechthausen, Marktplatz 3, Samtgemeinde Hemmoor, im Landkreis Cuxhaven, stammt vom 13./14. (Reste) und 16. Jahrhundert, der Turm von 1971.
Die Kirchengemeinde gehört zum Kirchenkreis Cuxhaven-Hadeln im Sprengel Stade der Evangelisch-lutherischen Landeskirche Hannovers.
Das Gebäude und der Platz stehen unter Denkmalschutz (siehe auch Liste der Baudenkmale in Hechthausen).

## Geschichte
Hechthausen wurde 1233 als Hekethusen zum ersten Mal erwähnt. Adelsfamilien wie de Hekethusen, dann von Brobergen und ab ca. 1400 Marschalck von Bachtenbrock besaßen hier ihre Rittergüter.
Das 1352 erstmals urkundlich erwähnte Kirchspiel Hechthausen stand ursprünglich unter der Schirmherrschaft der Familie von Brobergen. 1384 wurde die Kirche im Stader Copiar des Erzbischofs von Bremen erwähnt. Als Patrone der Marien-Kirche übte die Familie Marschalck zugleich auch die Aufsicht über die hiesigen Geistlichen aus. Sie war auch an der Berufung des ersten lutherischen Geistlichen Andreas Gusters (ca. 1550) maßgeblich beteiligt. Die Kirche wurde im 13. Jahrhundert errichtet; ein genaues Datum für die Gründung der Kirche ist nicht bekannt. 1384 und 1420 wurde sie erstmals urkundlich erwähnt.

## Beschreibung

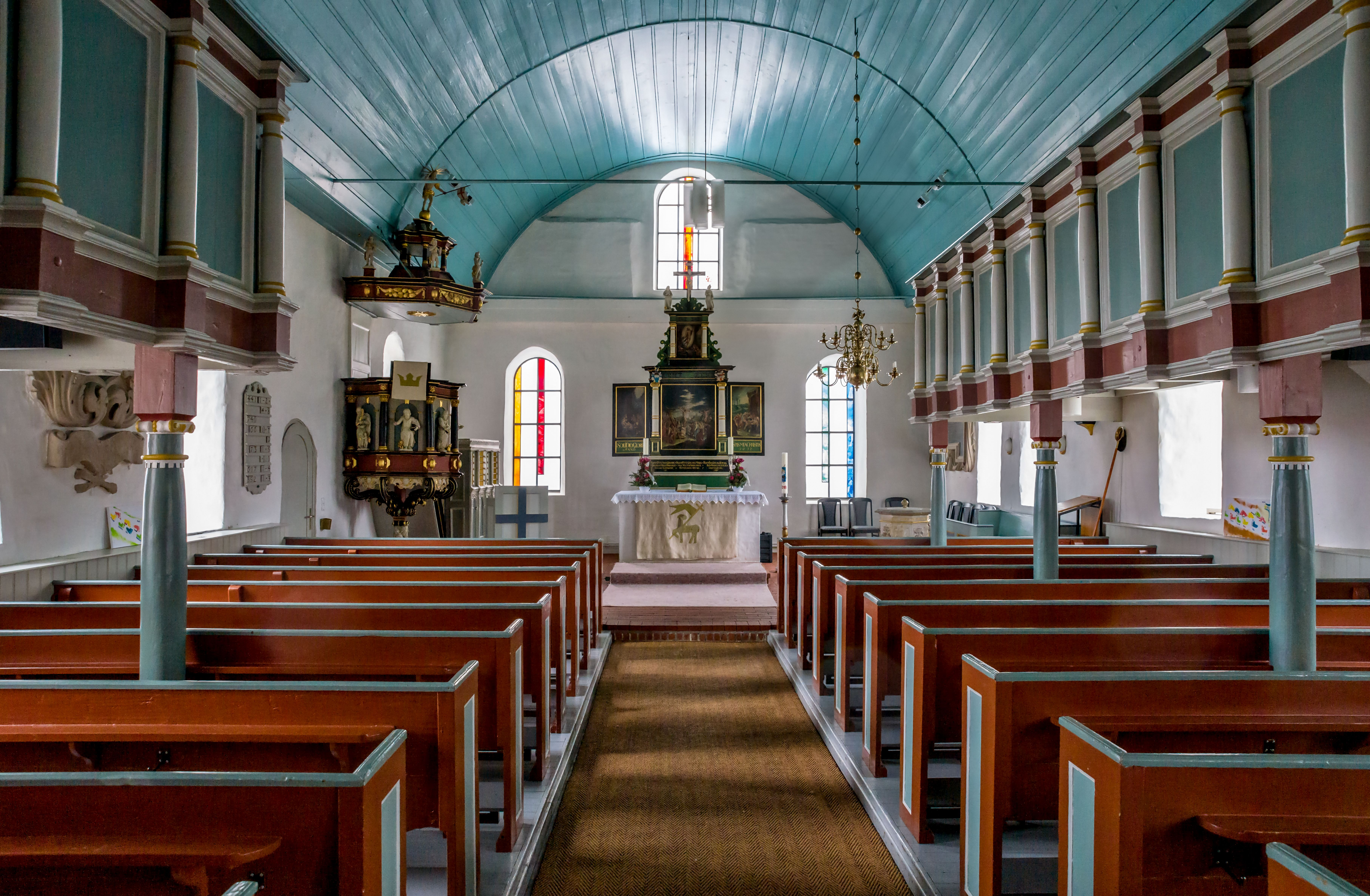
Tonnengewölbe, Altar, Kanzel

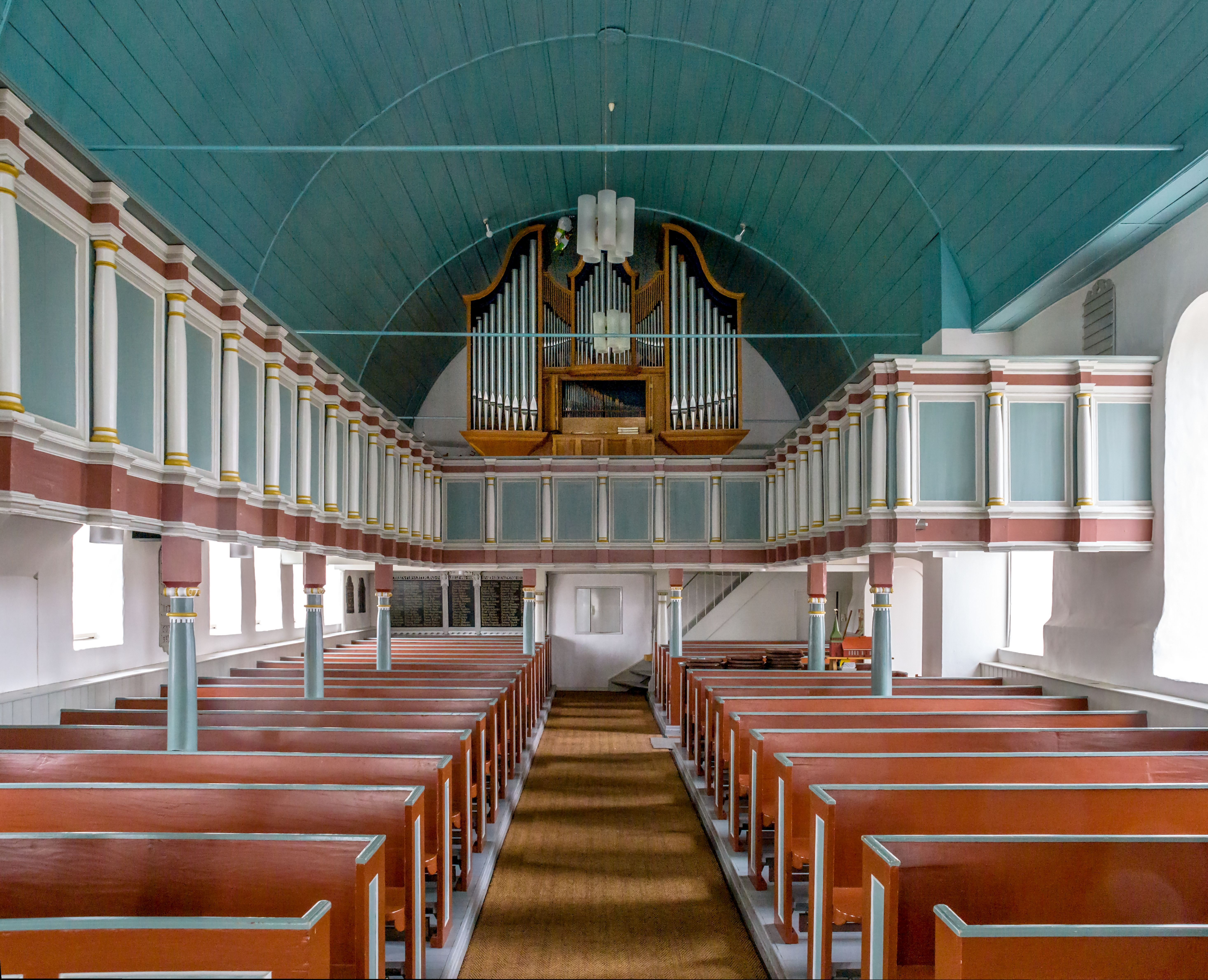
Gestühl, Empore, Orgel

Kirchenschiff: Die rechteckige Saalkirche aus Feld- und Backstein mit geradem Ostabschluss und mit Satteldach in Hohlpfannendeckung wurde um 1500 gebaut. In der West- und Nordwand befinden sich Reste eines Feldsteinbaues des 12. oder 13. Jahrhunderts. Das Kirchenschiff ist 24,45 Meter lang und 9,84 Meter breit, die Traufhöhe beträgt 4,7 Meter und die Firsthöhe 11 Meter. Eine Sanierung und der Umbau durch Ergänzung der oberen Wandteile, Erneuerung des Ostgiebels und durch neue hohe Rundbogenfenster erfolgte von 1630 bis 1640. Der Bau der Portale an den Längsseiten geschah dabei 1633 und 1699 (Inschriften über den Nordtüren). Alte Ziegelsteine im Klosterformat und kleinere Ziegelformate deuten auf unterschiedliche Renovierungsmaßnahmen hin. Unter dem Ostteil befindet sich eine Gruft.
Die drei Fenster im Ostgiebel erhielten neue Buntglasfenster mit den Themen: „Pfingsten“ im Giebel, „Abendmahl“ im linken und „Heimat“ im rechten Fenster.
Turm: Im Westen wurde 1971 anstelle eines 1701 erstmals erwähnten hölzernen Vorgängerbaus aus dem 16./17. Jh. ein freistehender Glockenturm aus Backstein mit zurückgesetztem Obergeschoss unter einem Knickhelm in Kupferdeckung gebaut. Er hat eine Höhe von 23 Metern und trägt vier Glocken.

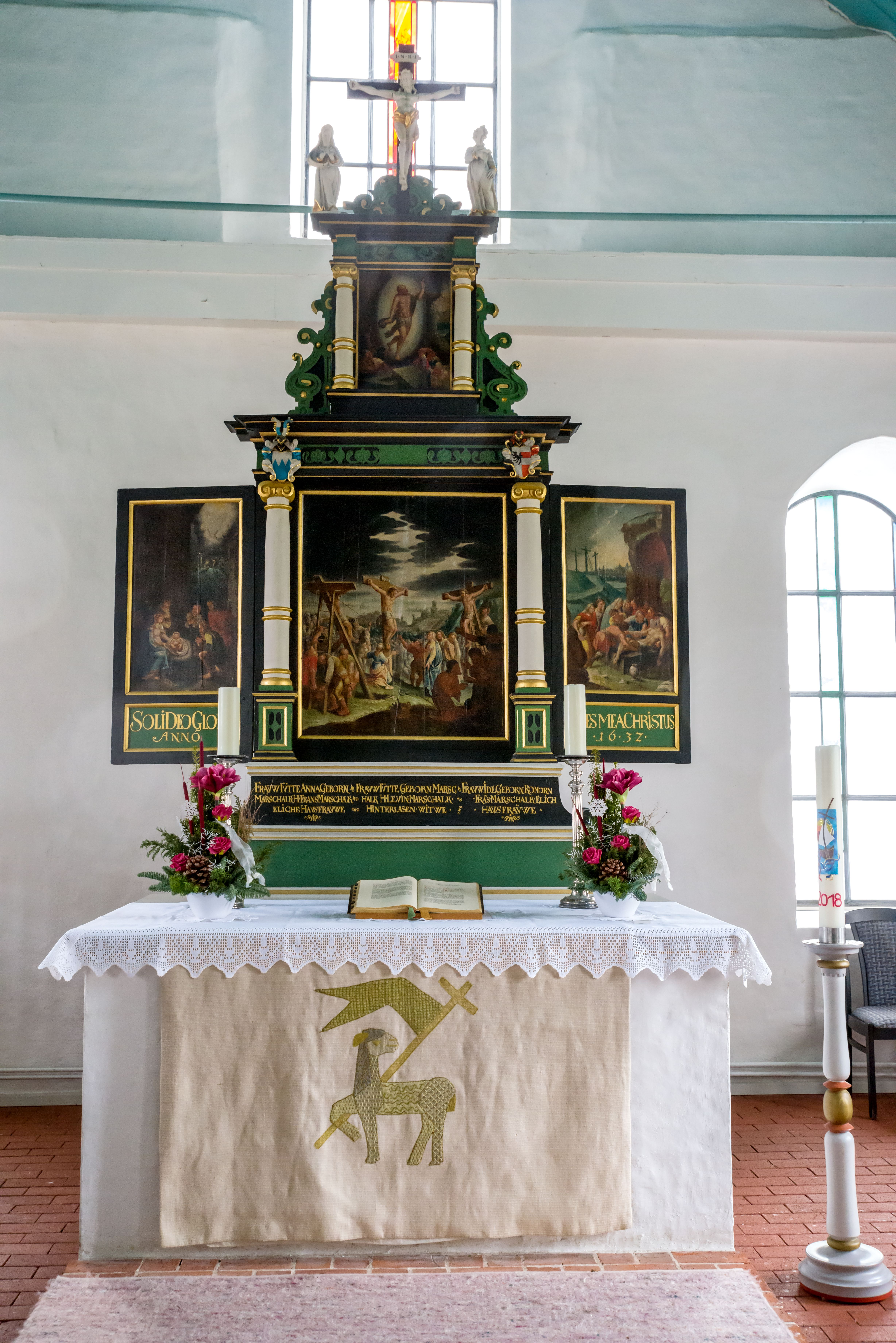
Altar von 1637

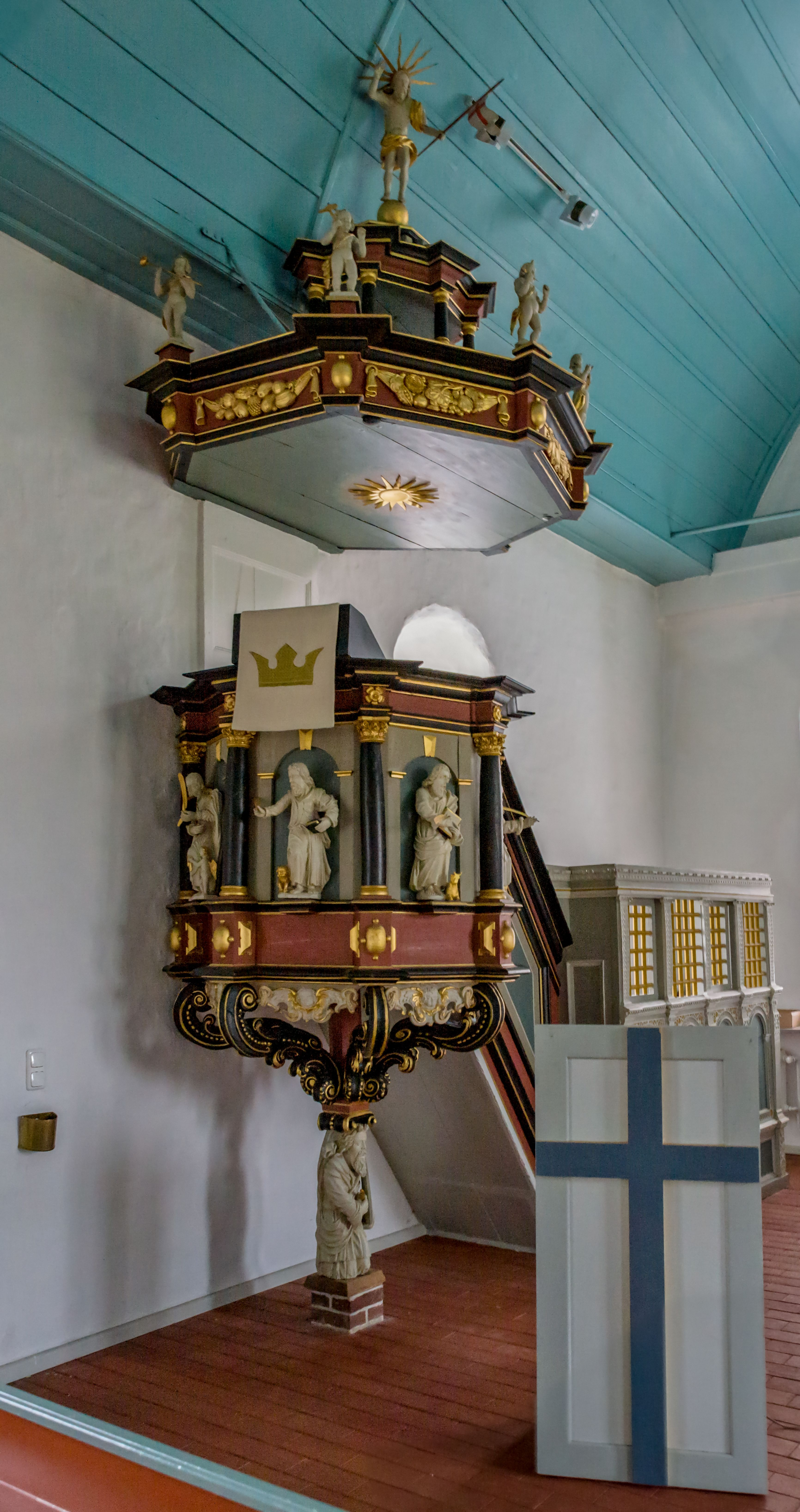
Kanzel von 1635

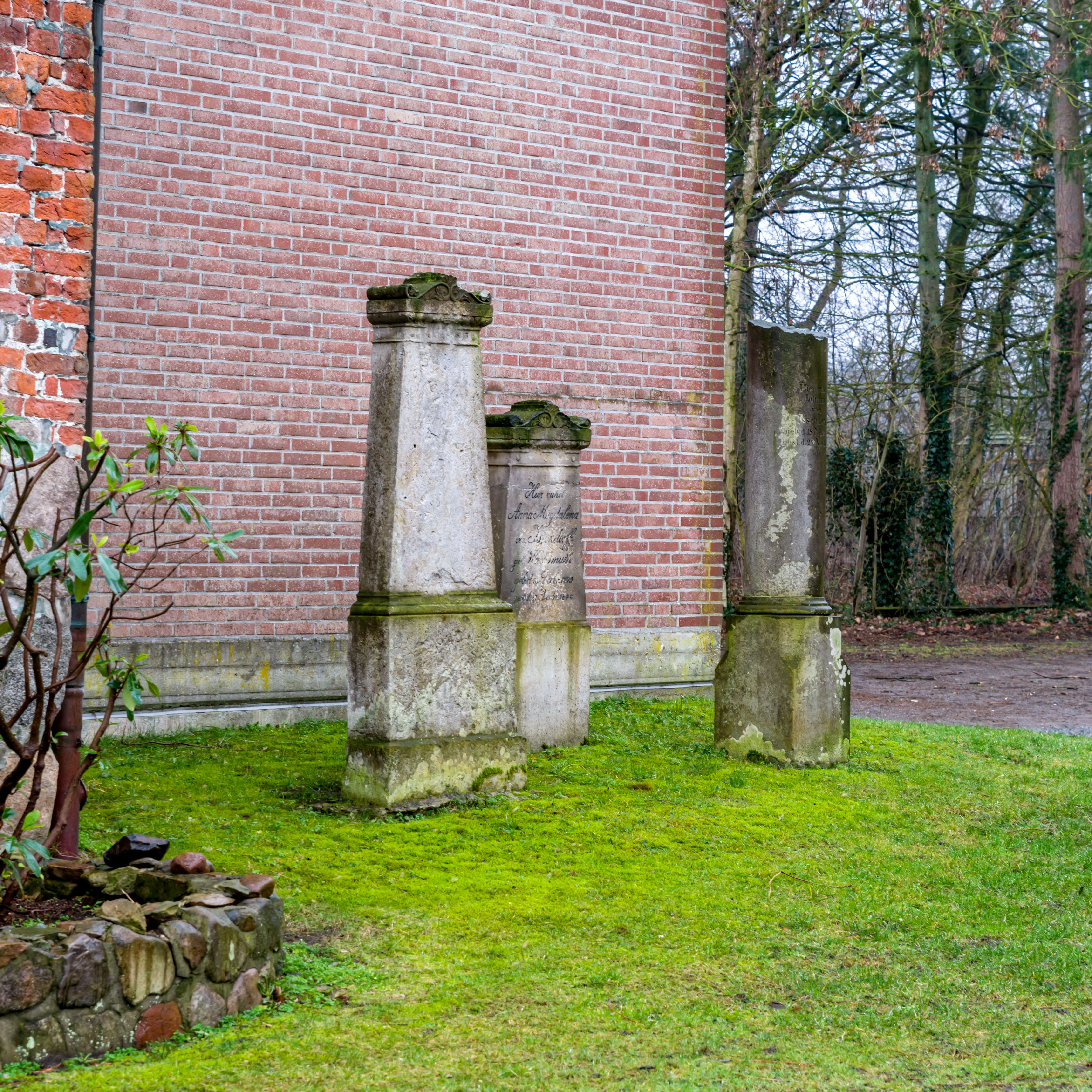
Grünanlage, Grabsteine

Inneres: Der obere Raumabschluss erfolgte in der Mitte des 17. Jh. durch eine hölzerne Segmentbogentonne unter Verwendung einzelner Balken der älteren Decke. Der Flügelaltar mit Gemälden stammt von 1637, die mit Figuren geschmückte Kanzel 1635, der achteckige Taufstein in Pokalform 1642, der Pfarrstuhl 1640 und die durch Säulen plastisch gegliederte Empore auf der Süd- und Westseite aus der Mitte des 17. Jh. sowie eine reich verzierte Prieche aus der ersten Hälfte des 17. Jh., zwei Epitaphe von 1687/88 und 1696, der Kronleuchter von um 1700. 1960 und 2004 wurde innen letztmals saniert.
Die Orgel wurde 1966 und 1970 durch den Orgelbauer Wolf aus Verden (Aller) eingebaut. Sie ersetzte die Orgel von 1864, einem Geschenk von Theodor von Marschalck.
Platz: Der von Bäumen umstandene ehemalige Friedhof mit alten Grabsteinen ist heute eine städtische Platz- und Grünanlage. Drei Grabdenkmale neben der Kirche und hinter dem Stelling’schen Haus erinnern u. a. an Johann von Issendorf.
Das Landesdenkmalamt befand u. a.: „… in den Formen der Renaissance reich verzierte Ausstattung der Kirche …“

## Kirchengemeinde
Die Kirchengemeinde Hechthausen hat u. a. die Kirche mit Kindern, Teenager-Kirche, Jugendgruppe 2.0 und den Männerkreis sowie das Kinderhaus Marktplatz 6 und den Treffpunkt im Gemeindehaus Marktplatz 3.